# Сирушо
Сирануш Харутюнян (на арменски: Սիրանուշ Հարությունյան; родена на 7 януари 1987 г.), позната като Сирушо (на арменски: Սիրուշո), е арменска певица. Заслужила артистка на Армения (2017).
Музикалната ѝ кариера започва преди 20 години. Стилът ѝ отразява арменските традиционни мелодии, миксирани с модерна музика.
Сирушо получава първата си награда когато е на 9 години за нейната авторска песен „Lusabats“. Първият ѝ музикален албум „Сирушо“ излиза през 2000 година, а вторият – Sheram през 2005. В същата година тя получава наградата Бъдещето на Арменската музика, Най-добър албум и Най-добра женска изпълнителка на Първите Арменски национални музикални награди.
През 2008 BBC описва успеха ѝ, като я нарича „национално богатство“ на Армения.
Сирушо става международно популярна с участието си от Армения в Евровизия 2008.
Сингълът ѝ „PreGomesh“ излиза през декември 2012, след което тя пуска серия ръчно работени сребърни бижута със същото име.